# Consejo Nacional de Desarrollo Urbano y Rural (Guatemala)
El Consejo Nacional de Desarrollo Urbano y Rural (CONADUR) pertenece al Sistema Nacional de Consejos de Desarrollo de Guatemala, el cual es de creación constitucional. Está entidad reúne a varios representantes de los distintos sectores de la población y de los Consejos Regionales de Desarrollo, en donde, se representa la participación de la población en general, es decir, tanto social como económicamente.

## Integración
El Consejo Nacional de Desarrollo Urbano y Rural se integra así..
1. El Presidente de la República, quien lo coordina.
2. Un alcalde en representación de las Corporaciones Municipales de cada una de las regiones.
3. El Ministro de Finanzas Públicas y los ministros de Estado que el presidente de la República designe.
4. El Secretario de Planificación y Programación de la Presidencia, quien actúa como secretario.
5. El Secretario de Coordinación Ejecutiva de la Presidencia.
6. Los Coordinadores de los Consejos Regionales de Desarrollo Urbano y Rural.
7. Cuatro representantes de los pueblos maya, uno del xinca y uno del garífuna.
8. Un representante de las organizaciones cooperativas.
9. Un representante de las asociaciones de micro, pequeñas y medianas empresas de los sectores de la manufactura y los servicios.
10. Dos representantes de las organizaciones campesinas.
11. Un representante de las asociaciones agropecuarias, comerciales, financieras e industriales.
12. Un representante de las organizaciones de trabajadores.
13. Un representante de las organizaciones guatemaltecas no gubernamentales de desarrollo.
14. Dos representantes de las organizaciones de mujeres.
15. Un representante de la Secretaría Presidencial de la Mujer.
16. Un representante de la Universidad de San Carlos de Guatemala.
17. Un representante de las universidades privadas del país.

### Sustitución
El Vicepresidente de la República sustituye, en caso de ausencia, al Presidente de la República. Los Ministros y Secretarios de Estado, en caso de ausencia, sólo pueden ser sustituidos por los Viceministros y Subsecretarios correspondientes. Los representantes a que se refieren los incisos 2, 7 al 16 cuentan con un suplente y ambos son electos de entre los representantes de esos sectores ante los Consejos Regionales de Desarrollo Urbano y Rural; y los otros lo serán de acuerdo a los usos y costumbres o normas estatutarias propias. Final

## Funciones
Sus funciones son:
1. Formular políticas de desarrollo urbano y rural y ordenamiento territorial.
2. Promover sistemática mente tanto la descentralización de la administración pública como la coordinación interinstitucional.
3. Promover, facilitar y apoyar el funcionamiento de Sistema de Consejos de Desarrollo, en especial de los Consejos Regionales de Desarrollo Urbano y Rural y velar por el cumplimiento de sus cometidos.
4. Promover y facilitar la organización y participación efectiva de la población y de sus organizaciones en la priorización de necesidades, problemas y sus soluciones, para el desarrollo integral de la Nación.
5. Formular las políticas, planes, programas y proyectos de desarrollo a nivel nacional, tomando en consideración los planes de desarrollo regionales y departamentales y enviarlos al Organismo Ejecutivo para su incorporación a la Política de Desarrollo de la Nación.
6. Dar seguimiento a la ejecución de las políticas, planes, programas y proyectos nacionales de desarrollo;  verificar y evaluar su cumplimiento y, cuando sea oportuno, proponer medidas correctivas a la Presidencia de¡ Organismo Ejecutivo o a las entidades responsables.
7. Conocer los montos máximos de preinversión e inversión pública por región y departamento para el año fiscal siguiente, provenientes del proyecto del presupuesto general del Estado, y proponer a la Presidencia de la República, sus recomendaciones o cambios con base en las disponibilidades financieras, las necesidades y problemas económicos y sociales priorizados por los Consejos Regionales y Departamentales de Desarrollo Urbano y Rural y las políticas, planes, programas y proyectos de desarrollo vigentes, conforme al Sistema Nacional de Inversión Pública.
8. Proponer a la Presidencia de la República, la distribución del monto máximo de recursos de preinversión e inversión pública, provenientes del proyecto del presupuesto general del Estado para el año fiscal siguiente, entre las regiones y los departamentos, con base en las propuestas de los Consejos Regionales de Desarrollo Urbano y Rural y Consejos Departamentales de Desarrollo.
9. Conocer e informar a los Consejos Regionales de Desarrollo Urbano y Rural sobre la ejecución presupuestaria de preinversión e inversión pública del año fiscal anterior, financiada con recursos provenientes del presupuesto general del Estado.
10. Contribuir a la definición y seguimiento de la política fiscal, en el marco de su mandato de formulación de las políticas de desarrollo
11. Reportar a las autoridades nacionales que corresponda, el desempeño de los funcionarios públicos con responsabilidad sectorial en la Nación.
12. Promover políticas a nivel nacional que fomenten la participación activa y efectiva de la mujer en la toma de decisiones, tanto a nivel nacional como regional, departamental, municipal y comunitario, así como promover la concientización de las comunidades respecto de la equidad de género y la identidad y derecho de los pueblos indígenas.